# وسام مئوية هارفارد
وسام مئوية هارفارد (بالإنجليزية: Harvard Centennial Medal)‏‏ هي ميدالية تُمنح من قبل جامعة هارفارد. تأسست في 1989.